# Бордига, Амадео
Амадео Борди́га (итал. Amadeo Bordiga, 13 июня, 1889, Эрколано — 23 июля, 1970, Формия) — итальянский политический деятель, основатель и первый руководитель Итальянской коммунистической партии (1921—1924), теоретик левокоммунистического движения. Для Итальянской коммунистической партии в период руководства Бордиги был характерен взгляд на участие в выборах как препятствия для революционного движения, отношение к представительной демократии как к извращению идей классовой борьбы и средству притеснения; несмотря на это, организации под его руководством продолжали участвовать в выборах. Критик сталинизма, в своих работах рассматривал развитие государственного капитализма в СССР, качественно не отличающегося от обычного капитализма.

## Основные даты жизни

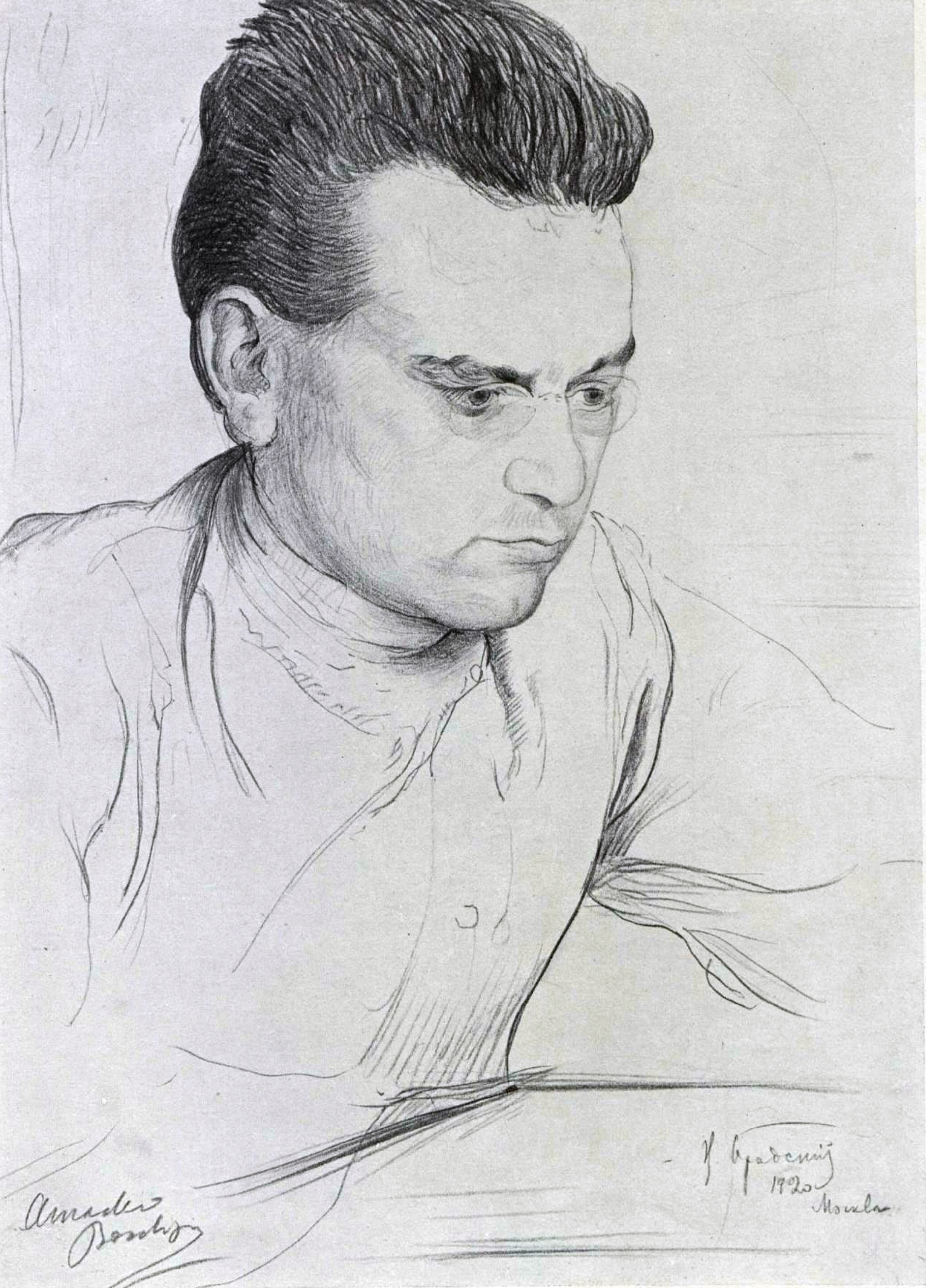
А. Бордига на Втором конгрессе Коминтерна (1920). Портрет работы И. Бродского

С 1907 г. посещал социалистические организации Неаполя.
1910 г. — вступление в Итальянскую социалистическую партию.
1912 г. — создание в Неаполе кружка Карла Маркса с целью борьбы против реформистских тенденций в партии. В эти годы им ведётся интенсивная кампания против милитаризма и войны в Ливии в газете «L’Avanguardia» которую позже и возглавил. В то же время оказывается в руководстве течения, которое выступает как Революционная фракция интрансиджентов (непримиримых).
В 1914 г. это течение проводит жёсткую оппозицию войне в колонках газеты «Il Socialista», отвергая лозунг «ни вступления, ни саботажа», принятый ИСП. Столкнувшись с партийным аппаратом, интрасидженты вышли из организации.
1918 г. — Бордига основывал газету «Il Soviet», будущий органом борьбы за новую партию. В том же году, на XV съезде ИСП, отстаивал необходимость поддержать тезисы Ленина о международной революции. Инициатор создания Фракции коммунистов-абстенционистов.
1920 г. — участие во II Конгрессе Коммунистического Интернационала, где выступал в защиту необходимости не связывать силы партии в избирательных и парламентских кампаниях, отныне не только бесполезных, но даже вредных, на Западе, для революционных целей.
В январе 1921 г. на национальном съезде ИСП в Ливорно заявил о решительной невозможности совместного существования революционных сил, реформизма и максимализма. Коммунистическая делегация отделилась, и, в другом помещении, создала Коммунистическую партию Италии, секцию Коммунистического Интернационала. Под его руководством партия немедленно организует как профсоюзную сеть, так и подпольную военную, в то время как в силу дисциплины в Интернационале он должен отставить в сторону абсентеизм и участвовать в выборах. Его позицию критиковал Ленин в работе «Детская болезнь «левизны» в коммунизме».
1922 г. — арест по обвинению в «заговоре против государства». Арестованные руководители были заменены в руководстве партии. Организационная и политическая ответственность перешла к Тольятти и Террачини. После освобождения из тюрьмы он приглашался Интернационалом к возвращению на свой пост в Исполнительном комитете партии, но отказался, ссылаясь на несовместимость между его позициями и позициями Коммунистического Интернационала: директивные обязательства вынудили бы его, в порядке дисциплины, поддерживать позиции, с которыми он не согласен, а это повлекло бы за собой ложь по отношению к организации.
1926 г. — осуждён без суда на три года ссылки и немедленно арестован, в то время как фашисты разграбили его дом. Во время ссылки он организовал школу для заключённых и вместе с Грамши регулярно проводил лекции по научным дисциплинам.
Освобожден в 1931 г. по случаю брака его племянницы с фашистом, снимался в группе чернорубашечников, этот снимок был опубликован в фашистской газете.
В 1930 году исключён из партии по обвинению во фракционистской «троцкистской» деятельности. По возвращении из ссылки работал инженером, не занимаясь больше вопросами политики, и не участвовал в Движении Сопротивления.
В 1951—1952 годах в партии произошёл раскол. Та часть, которая осталась с Бордигой, позже получила название Интернациональной коммунистической партии (центральный орган — газета «Battaglia Comunista»). Бордига продолжал политическую деятельность, прежде всего, через статьи, которые публиковались в новом журнале «Prometeo» под псевдонимами Альфа и А. Орсо.

## Сочинения
- Уроки недавней истории (1918)
- Тезисы абсентеистской коммунистической фракции ИСП (1920)
- Что такое фашизм (1921)
- Партия и класс (недоступная ссылка) (1921)
- Бороться с фашистской реакцией (1921)
- Тезисы о тактике (1926)
- Письмо Амадео Бордига Карлу Коршу (1926)
- Нить времён (1949)
- Неаполитанские тезисы (1965)
- Миланские тезисы (1966)
- Этот хрупкий полуостров (1966)
- Struttura economica e sociale della Russia d'oggi (Экономическая и социальная структура современной России) (1966)